# Wełbyżdski prochod
Wełbyżdski prochod albo Dewe Bair (bułg. Велбъждски проход, maced. Деве Баир) – przełęcz w zachodniej części obwodu Kjustendił.
Przełęcz ma wysokość 1160 m n.p.m. Łączy góry Osogowo z górami w regionie Kraiszte. Przez przełęcz prowadzi droga, przekraczająca państwową granicę bułgarsko-macedońską na przejściu granicznym Gjueszewo-Dewe Bair. Jest to droga międzynarodowa E 871: Sofia – Kjustendił – Skopje. Jest porośnięta lasami sosnowymi, dębowymi, jesionowymi i grabowymi. Na wschód od przełęczy jest wieś Gjueszewo.